# Бней Брит
„Б'ней Б'рит Интернешънъл“ (на английски: B'nai B'rith International; на иврит: בני ברית, „Синове на Завета“), или само „Бней Брит“, е най-старата съществуваща и днес еврейска обществена организация в света.
Основана е като Независим орден „Б'ней Б'рит“ в Ню Йорк, САЩ, от група еврейски емигранти от Централна Европа на 13 октомври 1843 г.
„Бней Брит“ е ангажирана с най-различни обществени и социални услуги, в това число популяризиране на еврейските права и държавата Израел, пдомагане на болници и жертви на природни бедствия, предоставяне на стипендии на еврейски студенти, поддържане на евтини студентски квартири и противопоставяне на антисемитизма чрез своя Център за човешки права и обществена политика. Със своите 200 000 членове и поддръжници „Бней Брит Интернешънъл“ функционира в повече от 50 страни по света и спомага за добруването на местните евреи.
Организацията има свой клон в България отпреди 1898 година. Днес „Б'ней Б'рит“ съществува в страната чрез Софийска ложа „Кармел“ 3355, наследник на съществувалите преди 1940 г. ложи, формиращи дистрикт.